# Jarle Flo
Pour les articles homonymes, voir Flo.
Jarle Flo (né le 23 avril 1970 à Stryn, Norvège), est un footballeur norvégien. Il jouait en position de défenseur central.

## Biographie
Durant sa carrière, il a joué pour le club de sa ville natale, Stryn, ainsi que pour Sogndal Fotball. Il est le frère des footballeurs Tore André et Jostein Flo, et le cousin de Håvard Flo.